# Apharitis
Apharitis là một chi bướm ngày thuộc họ Lycaenidae.